# 山梨醇单油酸酯
山梨醇单油酸酯（英語：Sorbitan monooleate）是一种有机化合物，可看做一分子油酸和山梨醇形成的酯，分子式为C24H44O6，可作为食品添加剂，E编码为E494。它可由山梨醇和油酸在催化下反应得到。